# كاني كبودمران (مقاطعة ديواندرة)
كاني كبودمران (بالفارسية: کانی کبودمران) هي قرية تقع في قسم اوباتو (مقاطعة ديواندرة) في إيران. يقدر عدد سكانها بـ 108 نسمة بحسب إحصاء 2016.